# U–1231
Az U–1231 tengeralattjárót a német haditengerészet rendelte a hamburgi Deutsche Werft AG-től 1941. október 14-én. A hajót 1944. február 9-én vették hadrendbe. Két járőrutat tett, hajót nem süllyesztett el.

## Pályafutása
Az U–1231 első harci küldetésére Hermann Lessing kapitány irányításával 1944. október 18-án futott ki Bergenből. Az Atlanti-óceán északi részén kelt át, majd Új-Skócia partjainál vadászott. Felúszott a Szent Lőrinc-folyó torkolatáig, de nem tudott egy hajót sem elsüllyeszteni. 1945. május 14-én legénysége a skóciai Loch Eribollnál megadta magát.

## A háború után
A világháború befejeződése után a szovjet flotta része lett. 1945. december 4-én futott be a litván Libauba, ahol N.26-os számon a balti flotta része lett. 1949. június 9-én B–26-ra nevezték át. 1953-ban kivonták az aktív szolgálatból, és kiképzési célokat látott el KBP–33, majd UTS–23 néven. 1968. január 31-én törölték a haditengerészeti állományból, majd ócskavasként hasznosították.

## Kapitányok
| Név             | Kezdőnap         | Zárónap         |
| --------------- | ---------------- | --------------- |
| Hermann Lessing | 1944. február 9. | 1945. március   |
| Helmut Wicke    | 1945. március    | 1945. május 13. |

## Őrjáratok
| Indulás      | Indulónap         | Érkezés      | Zárónap          |
| ------------ | ----------------- | ------------ | ---------------- |
| Bergen       | 1944. október 18. | Farsund      | 1945. január 31. |
| Kristiansand | 1945. április 27. | Loch Eriboll | 1945. május 14.  |